# 1943 w filmie
Wydarzenia filmowe w 1943 roku.

## Wydarzenia
- 17 stycznia – polski ruch oporu dokonał zamachów na 3 niemieckie kina w Warszawie.
- 6 czerwca – przy 1 Dywizji Piechoty im. Tadeusza Kościuszki w Związku Radzieckim utworzona została Wytwórnia Filmowa „Czołówka”.

## Premiery

### Filmy polskie
- nie ukazały się żadne polskie filmy (II wojna światowa i okupacja hitlerowska nie sprzyjały temu)

### Filmy zagraniczne
- Wyjęty spod prawa (The Outlaw) – reż. Howard Hawks, Howard Hughes (wyk. Jane Russell)
- Opętanie (Ossessione) – reż. Luchino Visconti
- Red Hot Riding Hood - reż. Tex Avery
- Dixie – reż. A. Edward Sutherland (wyk. Bing Crosby, Dorothy Lamour)

## Nagrody filmowe
- Oskary
  - Najlepszy film – Casablanca
  - Najlepszy aktor – Paul Lukas (Straż nad Renem)
  - Najlepsza aktorka – Jennifer Jones (Pieśń o Bernadette)
  - Wszystkie kategorie: Oskary w roku 1943

## Urodzili się
- 1 stycznia:
  - Allan Starski, polski scenograf
  - Wojciech Wójcik, polski reżyser (zm. 2018)
- 2 stycznia:
  - Edward Kłosiński, polski operator (zm. 2008)
  - Stanisław Szelc, polski aktor
- 24 stycznia – Sharon Tate, amerykańska aktorka i modelka (zm. 1969)
- 1 lutego – Marian Opania, polski aktor
- 8 marca – Lynn Redgrave, brytyjska aktorka (zm. 2010)
- 15 marca – David Cronenberg, kanadyjski reżyser
- 31 marca – Christopher Walken, amerykański aktor
- 27 kwietnia – Ryszard Bugajski, polski reżyser (zm. 2019)
- 11 maja – Jan Englert, polski aktor
- 13 czerwca – Malcolm McDowell, amerykański aktor
- 29 lipca – Peter Del Monte, włoski reżyser i scenarzysta filmowy (zm. 2021)
- 10 sierpnia – Irena Karel, polska aktorka
- 17 sierpnia – Robert De Niro, amerykański aktor
- 6 października – Elżbieta Starostecka, polska aktorka
- 8 października – Bronisław Cieślak, polski aktor (zm. 2021)
- 22 października – Catherine Deneuve, francuska aktorka
- 11 listopada – Jolanta Zykun, polska aktorka
- 17 grudnia – Christopher Cazenove, brytyjski aktor (zm. 2010)
- 25 grudnia – Hanna Schygulla, niemiecka aktorka
- 31 grudnia – Ben Kingsley, brytyjski aktor

## Zmarli
- 1 czerwca – Leslie Howard, brytyjski aktor (ur. 3 kwietnia 1893)
- 7 października – Eugeniusz Bodo, polski aktor (ur. 1899)